# Josef Kraus (politik KSČ)
Josef Kraus byl český a československý politik Komunistické strany Československa a poúnorový poslanec Národního shromáždění ČSR.

## Biografie
Josef Kraus pocházel z rodiny, kde otec pracoval jako horník. V mládí se vyučil zámečníkem, ale toto zaměstnání nevykonával, jelikož začal pracovat na Bílinsku v dole. V době okupace Československa nacisty pobýval ve vnitrozemí Protektorátu Čechy a Morava, kde se seznámil se členy ilegální buňky „Vlast“ Josefem Brožem a Josefem Svobodou. Po osvobození Československa nastoupil do dolu Alois Jirásek.
Na tomto dole byl každoročně vyznamenáván jako vzorný pracovník dolu a v roce 1953 obdržel Čestný odznak nejlepšího pracovníka ministerstva paliv a energetiky. O rok později obdržel od prezidenta republiky Antonína Zápotockého vyznamenání Za zásluhy o výstavbu. Dle tehdejšího krajského deníku Průboj byl v kolektivu oblíben a jednomyslně zvolen za kandidáta KSČ do Národního shromáždění za Bílinský obvod číslo 111.
Ve volbách roku 1954 byl zvolen do Národního shromáždění za KSČ ve volebním obvodu Ústí nad Labem. V Národním shromáždění zasedal do konce jeho funkčního období, tedy do voleb v roce 1960.
Profesně se k roku 1954 uvádí jako vedoucí rypadla č. 415 dolu Jirásek v Bílině.